# Carta de Cuba
Carta de Cuba (lettre de Cuba) est un magazine international qui publie des travaux de journalistes et écrivains indépendants cubains. Le directeur de la publication est José Rivero Garcia, un des principaux intellectuels dissidents cubains dans les années 1980 et 1990. Le magazine a été fondé en 1995 à Porto Rico par l'écrivain cubain, poète, journaliste, critique d'art, et le militant politique Carlos Franqui, en collaboration avec Andres Candelario, un sociologue, et Mario I. Garcia, un activiste politique.